# パンケーキドーム

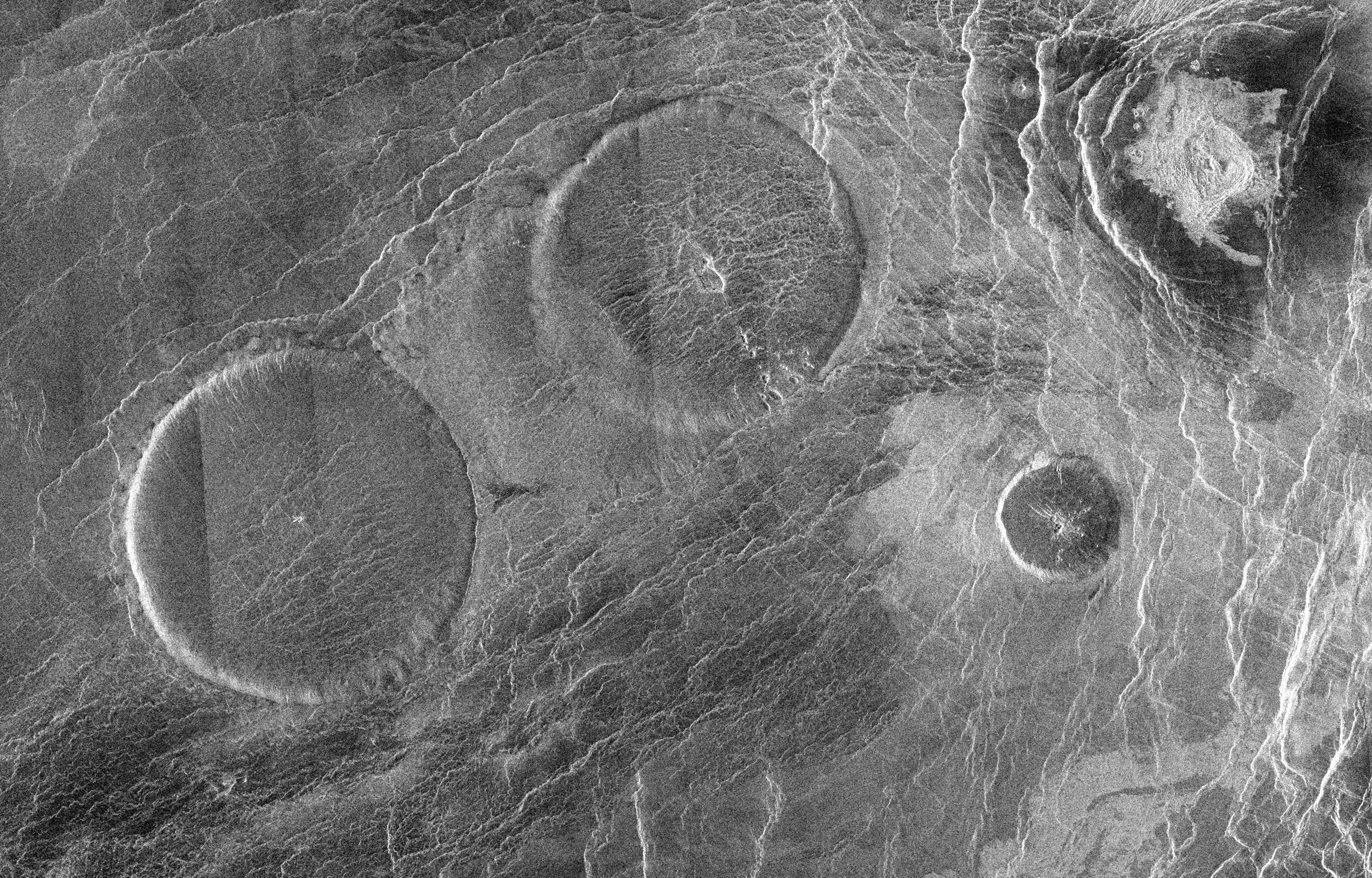
Carmenta Farraと呼ばれるいくつかの「パンケーキ火山」

パンケーキドーム(Pancake dome)は、金星にある特異なタイプの溶岩ドームである。惑星全体に分布し、いくつかごとに集まってクラスターを形成しているが、クラスター当たりの数は、より一般的な楯状火山よりは少ない。低平地のコロナやテセラ（モザイク状の地形）の付近に見られるのが一般的である。地球で形成される火山ドームと比べて、10-100倍程度大きい。

## 概要
パンケーキドームは、楯状火山に似た広大で平らな地形であり、ケイ素に富む粘度の高い溶岩が一度にゆっくり噴出したことによりできたと考えられている。火山クレーターと同様に、中央ピットを持つボウル型であるが、このピットは、噴出後に溶岩が冷えて溶岩生成時のガスが放出されることにより形成されたとかんがえられている。パンケーキドームの表面は、小さなひびで覆われている。